# Torneo de Pekín 2023
El China Open 2023 fue un torneo de tenis que perteneció tanto a la ATP en la categoría de ATP Tour 500 como a la WTA en la categoría WTA 1000. Los eventos femeninos y los eventos masculinos se llevarán a cabo en el Centro de Tenis del Parque Olímpico de Pekín (Olympic Green Tennis Center, en inglés) de Pekín, China, del 28 de septiembre al 4 de octubre para los hombres, y del 30 de septiembre al 8 de octubre para las mujeres sobre pista dura.

## Puntos y premios

### Distribución de puntos
| Categoria            | G   | F   | SF  | CF  | R16 | R32 | C  | C2 | C1 |
| Individual masculino | 500 | 330 | 200 | 100 | 50  | 0   | 25 | 13 | 0  |
| Dobles masculino     | 500 | 300 | 180 | 90  | –   | –   | 45 | 25 | 0  |

| Modalidad           | G   | F   | SF  | CF  | R16 | R32 | R64 | C  | C2 | C1 |
| Individual femenino | 900 | 585 | 350 | 190 | 105 | 60  | 1   | 30 | 20 | 1  |
| Dobles femenino     | 900 | 585 | 350 | 190 | 105 | 1   | —   | —  | —  | —  |

## Cabezas de serie

### Individuales masculino
| Tenista            | Ranking | Preclasificado |
| Carlos Alcaraz     | 2       | 1              |
| Daniil Medvédev    | 3       | 2              |
| Holger Rune        | 4       | 3              |
| Stefanos Tsitsipas | 5       | 4              |
| Andrey Rublev      | 6       | 5              |
| Jannik Sinner      | 7       | 6              |
| Casper Ruud        | 9       | 7              |
| Alexander Zverev   | 10      | 8              |

- Ranking del 25 de septiembre de 2023.[3]

### Dobles masculino
| Tenista                                  | Ranking | Preclasificado |
| Ivan Dodig Austin Krajicek               | 3       | 1              |
| Wesley Koolhof Neal Skupski              | 7       | 2              |
| Máximo González Andrés Molteni           | 19      | 3              |
| Santiago González Édouard Roger-Vasselin | 23      | 4              |

### Individuales femenino
| Tenista              | Ranking | Preclasificado |
| Aryna Sabalenka      | 1       | 1              |
| Iga Świątek          | 2       | 2              |
| Cori Gauff           | 3       | 3              |
| Jessica Pegula       | 4       | 4              |
| Elena Rybakina       | 5       | 5              |
| María Sákkari        | 6       | 6              |
| Ons Jabeur           | 7       | 7              |
| Markéta Vondroušová  | 8       | 8              |
| Caroline Garcia      | 10      | 9              |
| Barbora Krejčiková   | 12      | 10             |
| Daria Kasatkina      | 13      | 11             |
| Petra Kvitová        | 14      | 12             |
| Jeļena Ostapenko     | 17      | 13             |
| Victoria Azarenka    | 18      | 14             |
| Beatriz Haddad Maia  | 19      | 15             |
| Veronika Kudermetova | 16      | 16             |

- Ranking del 25 de septiembre de 2023.

### Dobles femenino
| Tenista                               | Ranking | Preclasificada |
| Storm Hunter Elise Mertens            | 3       | 1              |
| Cori Gauff Jessica Pegula             | 8       | 2              |
| Barbora Krejčiková Kateřina Siniaková | 9       | 3              |
| Gabriela Dabrowski Erin Routliffe     | 24      | 4              |
| Desirae Krawczyk Demi Schuurs         | 24      | 5              |
| Su-Wei Hsieh Xinyu Wang               | 27      | 6              |
| Shuko Aoyama Ena Shibahara            | 31      | 7              |
| Laura Siegemund Vera Zvonareva        | 34      | 8              |

## Campeones

### Individual masculino
Jannik Sinner venció a  Daniil Medvédev por 7-6(7-2), 7-6(7-2)

### Individual femenino
Iga Świątek venció a  Liudmila Samsónova por 6-2, 6-2

### Dobles masculino
Ivan Dodig /  Austin Krajicek vencieron a  Wesley Koolhof /  Neal Skupski por 6-7(12-14), 6-3, [10-5]

### Dobles femenino
Marie Bouzková /  Sara Sorribes vencieron a  Hao-ching Chan /  Giuliana Olmos por 3-6, 6-0, [10-4]